# Semachrysa contorta
Semachrysa contorta är en insektsart som beskrevs av Brooks 1983. Semachrysa contorta ingår i släktet Semachrysa och familjen guldögonsländor. Inga underarter finns listade i Catalogue of Life.